# Franz Verheyen
Franz Verheyen (1877-1955) fue un deportista alemán que compitió en ciclismo en la modalidad de pista. Ganó una medalla de plata en el Campeonato Mundial de Ciclismo en Pista de 1898, en la prueba de velocidad individual.

## Medallero internacional
| Campeonato Mundial | Campeonato Mundial            | Campeonato Mundial | Campeonato Mundial       |
| Año                | Lugar                         | Medalla            | Competición              |
| ------------------ | ----------------------------- | ------------------ | ------------------------ |
| 1898               | Viena (Imperio austrohúngaro) | Medalla de plata   | Velocidad individual (P) |